# Rozrzut
Rozrzut, rozproszenie, rozsiew, dyspersja – zróżnicowanie zaobserwowanych wartości zmiennej, podstawowa (obok tendencji centralnej) charakterystyka próby statystycznej.
Rozrzut jest tym większy, im bardziej te wartości odchylają się od tendencji centralnej. Najczęściej stosowanymi miarami rozrzutu są wariancja, odchylenie standardowe, rozstęp i odchylenie ćwiartkowe.